# Fehérszárnyú bekard
A fehérszárnyú bekard (Pachyramphus polychopterus) a madarak (Aves) osztályának verébalakúak (Passeriformes) rendjébe és a Tityridae családjába tartozó faj. Egyes szervezetek az egész családot, a kotingafélék (Cotingidae) családjában sorolják Tityrinae alcsaládként.

## Rendszerezése
A fajt Louis Pierre Vieillot francia ornitológus írta le 1818-ban, a Platyrhynchos nembe Platyrhynchos polychopterus néven.

## Alfajai
- Pachyramphus polychopterus cinereiventris P. L. Sclater, 1862
- Pachyramphus polychopterus dorsalis P. L. Sclater, 1862
- Pachyramphus polychopterus nigriventris P. L. Sclater, 1857
- Pachyramphus polychopterus polychopterus (Vieillot, 1818)
- Pachyramphus polychopterus similis Cherrie, 1891
- Pachyramphus polychopterus spixii (Swainson, 1838)
- Pachyramphus polychopterus tenebrosus Zimmer, 1936
- Pachyramphus polychopterus tristis (Kaup, 1852)[2]

## Előfordulása
Mexikó, Belize, Costa Rica, Guatemala, Honduras, Nicaragua, Panama, Argentína, Bolívia, Brazília, Kolumbia, Ecuador, Francia Guyana, Guyana, Paraguay, Peru, Suriname, Trinidad és Tobago, Uruguay és Venezuela területén honos.
A természetes élőhelye a szubtrópusi vagy trópusi síkvidéki- és hegyi esőerdők, lombhullató erdők, mangroveerdők, mocsári erdők, folyók és patakok környéke, valamint ültetvények. Vonuló faj.

## Megjelenése
Testhossza 14-15,5 centiméter, testtömege 19,5-21 gramm.

## Életmódja
Rovarokkal és pókokkal táplálkozik.

## Külső hivatkozások
- Képek az interneten a fajról
- Xeno-canto.org - a faj hangja és elterjedési területe